# Йоун Дагюр Торстейнссон
Йоун Дагюр Торстейнссон (исл. Jón Dagur Þorsteinsson; родился 26 ноября 1998 года, Коупавогюр, Исландия) — исландский футболист, полузащитник берлинского клуба «Герта» и сборной Исландии.

## Клубная карьера
Йоун Дагюр — воспитанник клуба «Коупавогюр». 23 августа 2014 года в матче против столичного «Троттур» он дебютировал в Первом дивизионе Исландии. В 2015 году Йоун Дагюр перешёл в английский «Фулхэм», где для получения игровой практики выступал за молодёжный состав. Летом 2018 года Йоун Дагюр был арендован датским «Венсюссель». 2 сентября в матче против «Орхуса» он дебютировал в датской Суперлиге. 30 сентября в поединке против «Копенгагена» Йон забил свой первый гол за «Венсюссель». Летом 2019 года Йоун Дагюр перешёл в «Орхус», подписав контракт на 3 года. 15 июля в матче против «Хобро» он дебютировал за новую команду. 19 июля в поединке против «Копенгагена» Йоун забил свой первый гол за «Орхус».

## Международная карьера
15 ноября 2018 года в матче Лиги Наций против сборной Бельгии Йоун Дагюр дебютировал за сборную Исландии. 11 января 2019 года в товарищеском матче против сборной Швеции Йон забил свой первый гол за национальную команду.
В 2021 году Йоун Дагюр в составе молодёжной сборной Исландии принял участие в молодёжном чемпионате Европы в Венгрии и Словении. На турнире он сыграл в матче против команды Дании и России.

### Голы за сборную Исландии
| #   | Дата           | Место                                    | Противник          | Счёт | Результат | Соревнование                     |
| --- | -------------- | ---------------------------------------- | ------------------ | ---- | --------- | -------------------------------- |
| 01. | 11 января 2019 | Халифа, Доха, Катар                      | Швеция             | 2:2  | 2:2       | Товарищеский матч                |
| 02. | 14 ноября 2021 | Тоше Проески, Скопье, Северная Македония | Северная Македония | 0:2  | 1:4       | Чемпионат мира 2022 квалификация |